# Słońsk (gromada)
Słońsk – dawna gromada, czyli najmniejsza jednostka podziału terytorialnego Polskiej Rzeczypospolitej Ludowej w latach 1954–1972.
Gromady, z gromadzkimi radami narodowymi (GRN) jako organami władzy najniższego stopnia na wsi, funkcjonowały od reformy reorganizującej administrację wiejską przeprowadzonej jesienią 1954 do momentu ich zniesienia z dniem 1 stycznia 1973, tym samym wypierając organizację gminną w latach 1954–1972.
Gromadę Słońsk z siedzibą GRN w Słońsku utworzono – jako jedną z 8759 gromad na obszarze Polski – w powiecie sulęcińskim w woj. zielonogórskim na mocy uchwały nr V/24/54 WRN w Zielonej Górze z dnia 5 października 1954. W skład jednostki weszły obszary dotychczasowych gromad Słońsk, Chartów i Przyborów ze zniesionej gminy Słońsk w tymże powiecie. Dla gromady ustalono 20 członków gromadzkiej rady narodowej.
29 lutego 1956 do gromady Słońsk włączono obszar łąk o powierzchni 2136 ha z miasta Kostrzyna w powiecie gorzowskim w tymże województwie.
1 stycznia 1958 z gromady Słońsk wyłączono PGR Ługi Górzyckie, włączając je do gromady Górzyca w powiecie rzepińskim  w tymże województwie.
31 grudnia 1961 do gromady Słońsk włączono obszary zniesionych gromad Głuchowo i Lemierzyce w tymże powiecie.
Gromada przetrwała do końca 1972 roku, czyli do kolejnej reformy gminnej. 1 stycznia 1973 w powiecie sulęcińskim reaktywowano gminę Słońsk.